# Fornix
Fornix es una banda peruana de thrash metal fundada en diciembre del año 2012 en Lima, Perú.

## Historia
Alonso Páez contaba con una serie de canciones que nunca había podido tocar con una banda entera. A finales del 2012 conoce y convoca a Kevin Mendoza en la guitarra, Omar Estrella en el bajo y a Guillermo Anticona en la batería, con el objetivo de formar una banda y grabar material para así empezar a tocar en el circuito de metal underground limeño. A inicios del 2013 en enero, se comenzaron con las grabaciones de un primer EP con 5 canciones. El 23 de marzo de 2013, el primer EP de Fornix: “Mind Dissolution” sale a la luz y a la disposición de todo el público, teniendo una muy buena crítica y acogida.
Durante estos años la banda cambió de integrantes muchas veces, siendo Alonso y Kevin los únicos miembros estables.
En el otoño del año 2015, la banda anuncia un trabajo de larga duración bajo el nombre de “Síntomas de Autodestrucción”, con 8 canciones cantadas en Español. Para este disco ingresaría a la banda Luis Felipe Reyes, reemplazando a Omar en el bajo, y regresaría Guillermo Anticona para las grabaciones de batería.
En noviembre del mismo año, la banda lanza el videoclip de la canción “La Enfermedad”.
A inicios de marzo de 2016, se publicó la canción “Hasta el Final” como adelanto, y finalmente el disco entero vio la luz unos días después, el 10 de marzo.
“Síntomas de Autodestrucción” fue grabado en el estudio Quarter Note de Paul Pinto (ex-Necropsya), mezclado por Oscar Santisteban y masterizado por Aldo Gilardi (Hitmakers - Lima). El disco tuvo muy buena crítica y acogida, llegando a catalogar a la banda como una de las mejores propuestas de Thrash Metal peruano. Canciones como “La Enfermedad”, “Lima Hell”, “De Lesa Humanidad” y la popular “Guerra en la Parada”, son las más conocidas y aclamadas por el público.
Desde entonces, Fornix se ha posicionado como una de las jóvenes promesas de la escena metalera limeña, tocando en diferentes festivales de metal del Perú, y llegando a compartir escenario con bandas nacionales como M.A.S.A.C.R.E., Necropsya, Blizzard Hunter, Epilepsia y Armagedon; y bandas internacionales como Krisiun, Artillery y Skull Fist.

## Integrantes
Alonso Páez - Guitarra/Voz principal (2012 - actualidad)
Kevin Mendoza - Guitarra/coros (2012 - actualidad)
Luis Felipe Reyes - Bajo/coros (2014 - actualidad)
Guillermo Anticona - Batería (2012 - 2013; 2014 - actualidad)

## Discografía
Mind Dissolution (EP) (2013)
Síntomas de Autodestrucción (2016)